# Birgit Sergelius
Birgit Lovisa Sergelius, född 13 mars 1907 i Helsingfors, död 29 januari 1979 i Adolf Fredriks församling i Stockholm, var en finlandssvensk skådespelare.
Sergelius genomgick Svenska Teaterns elevskola i Helsingfors och var därefter engagerad vid den teatern fram till 1929. Därefter spelade hon huvudsakligen på scener i Sverige, bland annat vid Blancheteatern, Göteborgs stadsteater och Vasateatern.  
Filmdebuten skedde 1926 i Finland och i Sverige uppmärksammades hon i titelrollen i filmen Charlotte Löwensköld 1930. 
Hon var gift första gången mellan 1934 och 1941 med skådespelaren Georg Rydeberg och andra gången från 1942 med konstnären Erik Öhlin.

## Filmografi
- 1926 – Kyllä kaikki selviää / Det ordnar sig nog
- 1927 – Runoilija muuttaa / Skalden flyttar
- 1929 – Meidän poikamme / Våra gossar
- 1930 – Kahden tanssin välillä / Mellan två danser
- 1930 – Charlotte Löwensköld
- 1932 – Två hjärtan och en skuta
- 1933 – Pettersson & Bendel
- 1933 – Kärlek och dynamit
- 1942 – Lyckan kommer
- 1943 – Herr Collins äventyr

## Teater

### Roller (ej komplett)
| År   | Roll                         | Produktion                                                   | Regi               | Teater                                  |
| ---- | ---------------------------- | ------------------------------------------------------------ | ------------------ | --------------------------------------- |
| 1927 | Aline Chalmers, Johns fästmö | Nu kommer madame (Enter Madame) Gilda Varesi och Dolly Byrne | Tollie Zellman     | Svenska Teatern, Helsingfors            |
| 1928 | Alice                        | Bättre folk (The Best People) Avery Hopwood och David Gray   | Tollie Zellman     | Svenska Teatern, Helsingfors            |
| 1929 | Mary Meng                    | Patrasket Hjalmar Bergman                                    | Tollie Zellman     | Svenska Teatern, Helsingfors            |
| 1929 | En barnsköterska             | Vid 37de gatan Elmer Rice                                    | Svend Gade         | Oscarsteatern                           |
| 1931 | Kitty Lake                   | Sex appeal Frederick Lonsdale                                | Harry Roeck-Hansen | Blancheteatern                          |
| 1931 | Anne-Sofie                   | Storken Thit Jensen                                          | Harry Roeck Hansen | Blancheteatern                          |
| 1931 | Gerda                        | Till polisens förfogande Max Alsberg och Otto Ernst Hesse    | Harry Roeck-Hansen | Blancheteatern                          |
| 1931 | Rose-Marie                   | Tredubbelt gifta Anne Nichols                                | Semmy Friedmann    | Blancheteatern                          |
| 1932 | Berthe                       | Hotellrummet Pierre Rocher                                   | Harry Roeck-Hansen | Blancheteatern                          |
| 1932 | Kisse Bönholk                | Urspårad Karl Schlüter                                       | Svend Gade         | Blancheteatern                          |
| 1932 | Amelie                       | Obs, nymålat René Fauchois                                   | Harry Roeck-Hansen | Blancheteatern                          |
| 1932 | Rose-Marie                   | Tredubbelt gifta Anne Nichols                                | Semmy Friedmann    | Blancheteatern                          |
| 1933 | Mary Preston                 | Hela havet stormar Ronald Mackenzie                          | Per Lindberg       | Blancheteatern                          |
| 1933 | Olivia                       | April, april eller Vad ni vill William Shakespeare           | Per Lindberg       | Blancheteatern                          |
| 1933 | Konsulinnan                  | Spillror Dicte Sjögren                                       | Harry Roeck-Hansen | Blancheteatern                          |
| 1934 | Gertrud                      | Treklang Helge Krog                                          | Per Lindberg       | Blancheteatern                          |
| 1934 | Barbara                      | Strumpebandet Avery Hopwood                                  | Harry Roeck-Hansen | Blancheteatern                          |
| 1934 | Elizabeth Clochessy          | Ingen rädder Allan Scott och George Height                   | Knut Martin        | Blancheteatern                          |
| 1936 | Audrey                       | Getingboet G.S. Donisthorpe                                  | Harry Roeck-Hansen | Blancheteatern                          |
| 1936 | Gyllene Källa                | En dotter av Kina Hsiung Shih-i                              | Johan Falck        | Blancheteatern                          |
| 1938 | Karin                        | De 2 Thompson Serck Rogers                                   | Martha Lundholm    | Vasateatern                             |
| 1939 | Jeanne                       | Christian Yvan Noé                                           | Martha Lundholm    | Vasateatern                             |
| 1939 | Eva Gerndl                   | Konserten Hermann Bahr                                       | Martha Lundholm    | Vasateatern                             |
| 1940 |                              | Charleys tant Brandon Thomas                                 | Leif Amble-Naess   | Södra teatern, flyttad till Vasateatern |
| 1941 |                              | Han som kom till middag George S. Kaufman och Moss Hart      | Martha Lundholm    | Vasateatern                             |
| 1941 | Helene                       | Kan man lita på Peter? Johann von Bokay                      | Martha Lundholm    | Vasateatern                             |
| 1944 |                              | Mördaren sitter i salongen Mogens Brandt                     | Per Knutzon        | Södra Teatern                           |
| 1948 | Gatflickan                   | Kärlek utan nåd Eugene O'Neill                               | Gustaf Molander    | Turné                                   |
| 1949 | Älskarinnan                  | Edward, min son Robert Morley och Noel Langley               | Sven Lindberg      | Blancheteatern                          |